# Cypria brevisetigera
Cypria brevisetigera är en kräftdjursart som beskrevs av Cole 1965. Cypria brevisetigera ingår i släktet Cypria och familjen Cyprididae. Inga underarter finns listade i Catalogue of Life.